# Pride 28
Pride 28: High Octane foi um evento de artes marciais mistas promovido pelo Pride Fighting Championships, ocorrido em 31 de outubro de 2004 na Saitama Super Arena em Saitama.

## Ligações Externas
- Sherdog.com
- Site Oficial do Pride